# Zulma Quiñónez
Zulma Noemi Quiñónez Lezcano (* 18. April 1986) ist eine paraguayische Fußballschiedsrichterin.

## Werdegang
Seit 2012 steht Quiñónez auf der Liste der FIFA-Schiedsrichter und leitet internationale Fußballspiele.
Bei der Copa América 2014 in Ecuador pfiff Quiñónez drei Spiele. Bei der Copa América 2022 in Kolumbien leitete Quiñónez zwei Gruppenspiele.
Bei der Copa Libertadores Femenina 2016 leitete Quiñónez zwei Spiele. Bei der Copa Libertadores Femenina 2018 leitete sie zwei Spiele, darunter das Finale zwischen Atlético Huila und dem FC Santos (1:1, 5:3 i. E.). Bei der Copa Libertadores Femenina 2021 leitete sie drei Spiele, darunter ein Viertelfinale.
Zudem wurde sie als Unterstützungsschiedsrichterin für die U-17-Weltmeisterschaft 2022 in Indien nominiert.
Am 21. Oktober 2023 pfiff Quiñónez das Finale der Copa Libertadores Femenina 2023 zwischen Palmeiras São Paulo und Corinthians São Paulo (0:1).
Quiñónez arbeitet als Lehrerin.